# Enthacanthodes sanctaecrucis
Enthacanthodes sanctaecrucis är en insektsart som först beskrevs av Piza Jr. 1973.  Enthacanthodes sanctaecrucis ingår i släktet Enthacanthodes och familjen vårtbitare. Inga underarter finns listade i Catalogue of Life.